# Khlalfa
Khlalfa  (in arabo اخلالفة‎?) è un centro abitato e comune rurale del Marocco situato nella provincia di Taounate, regione di Fès-Meknès. Conta una popolazione di 14 681 abitanti (censimento 2014).